# Kateryna Dolschykowa
Kateryna Oleksandriwna Dolschykowa (ukrainisch Катери́на Олекса́ндрівна До́лжикова; * 25. September 1988 in Kiew, Ukrainische SSR) ist eine ukrainische Schachspielerin, die seit 2023 für den deutschen Schachbund spielberechtigt ist. Seit 2005 trägt sie den FIDE-Titel Weibliche Internationale Meisterin (WIM), im Jahr 2024 wurde sie zur Großmeisterin der Frauen (WGM) ernannt.

## Schachliche Erfolge
Bei den 2008 in Peking ausgerichteten World Mind Sport Games spielte sie im ukrainischen Damenteam und gewann mit diesem die Silbermedaille im Schnellschach.
In den Jahren 2011 und 2021 gewann sie die ukrainische Frauenmeisterschaft.
Kurz nach dem russischen Überfall auf die Ukraine flüchtete Kateryna Dolschykowa 2022 nach Deutschland. Seit 2023 spielt sie für den deutschen Verband und wurde im gleichen Jahr Deutsche Meisterin.
Beim Grenke Chess Open 2024 in Karlsruhe gewann sie ihre dritte Norm für den Titel der Großmeisterin der Frauen (WGM).

## Privates
Am 24. Juli 2009 heiratete sie den Schach-Großmeister Sergei Karjakin. Die Ehe wurde später geschieden.
Ihre Schwester Olha Dolschykowa ist ebenfalls Schachspielerin und trägt den FIDE-Titel WGM.
| Die zur Anzeige dieser Grafik verwendete Erweiterung wurde dauerhaft deaktiviert. Wir arbeiten aktuell daran, diese und weitere betroffene Grafiken auf ein neues Format umzustellen. (Mehr dazu) |